# SN 1991X
SN 1991X – supernowa typu Ia odkryta 5 maja 1991 roku w galaktyce NGC 4902. W momencie odkrycia miała maksymalną jasność 13,80m.